# Emil von Hacke
Emil Eugen Ludwig Julius Graf von Hacke (* 5. Februar 1814 in Krackow; † 26. März 1887 in Hannover) war ein preußischer Generalleutnant.

## Leben

### Herkunft
Emil war ein Sohn des Herrn auf Krackow und Penkun August von Hacke (1772–1848) und dessen Ehefrau Wilhelmine, geborene von Kummer (1776–1850). Sein Vater war preußischer Major a. D., zuletzt im Dragonerregiment „von Katte“, und in der Schlacht bei Jena schwer verwundet worden. Der Generalleutnant Georg Leopold Gustav August von Hake war sein Onkel und seine Schwester Luise Antoniette Eleonore (1799–1874) war mit dem General Karl von Prittwitz verheiratet.

### Militärkarriere
Hacke besuchte die Kadettenhäuser in Potsdam und Berlin. Anschließend wurde er am 10. August 1831 als Sekondeleutnant dem 1. Garde-Regiment zu Fuß aggregiert, am 20. Juli 1832 zunächst über dem Etat und am 22. Mai 1834 im Etat einrangiert. Mitte Oktober 1839 folgte seine Kommandierung als Adjutant des Lehr-Infanterie-Bataillons. Er wurde am 14. Januar 1845 als Premierleutnant seinem Regiment erneut aggregiert und am 19. April 1846 unter Belassung in seiner Stellung beim Lehr-Infanterie-Bataillon einrangiert. Während des Krieges gegen Dänemark nahm er 1849 mit seinem Regiment an den Gefechten bei Alminde, Veile und Horsens teil. Am 10. Mai 1849 stieg Hacke zum Hauptmann und Kompaniechef auf. Am 13. Dezember 1856 zum Major befördert, wurde er zeitgleich als Kommandeur des III. Bataillons im 17. Landwehr-Regiment nach Geldern versetzt. Es folgte am 8. Mai 1860 seine Kommandierung als Bataillonsführer in das 17. kombinierte Infanterie-Regiment, aus dem kurz darauf das 8. Westfälische Infanterie-Regiment Nr. 57 hervorging. Hacke befehligte das Füsilier-Bataillon und wurde am 18. Oktober 1861 anlässlich der Krönungsfeierlichkeiten von König Wilhelm I. zum Oberstleutnant befördert. Als solcher übernahm er am 7. April 1863 das Kommando über das Schlesische Füsilier-Regiment Nr. 38 in Glogau. In dieser Stellung avancierte er Mitte März 1863 zum Oberst und wurde am 7. April 1863 Kommandeur des 4. Brandenburgischen Infanterie-Regiments Nr. 24. Diesen Verband führte Hacke 1864 im Krieg gegen Dänemark in den Gefechten bei Wilhoi, im Stederuper Holz, Rackebüll und Osterkirch. Er nahm am Sturm auf die Düppeler Schanzen und dem Übergang nach Alsen teil. Für sein Verhalten wurde er mit dem Roten Adlerorden III. Klasse mit Schwertern und dem Orden Pour le Mérite ausgezeichnet. Von den verbündeten Staaten wurde Hacke mit dem Mecklenburgischen Militärverdienstkreuz, dem Orden der Eisernen Krone II. Klasse mit Kriegsdekoration sowie mit dem Komturkreuz des Hausordens der Wendischen Krone ausgezeichnet.
Während des Krieges gegen Österreich war er 1866 an der Schlacht bei Königgrätz beteiligt und wurde nach dem Friedensschluss unter Stellung à la suite seines Regiments zum Kommandeur der 38. Infanterie-Brigade in Hannover ernannt. In dieser Stellung erfolgte am 31. Dezember 1866 mit Patent vom 30. Oktober 1866 seine Beförderung zum Generalmajor. Unter Verleihung des Roten Adlerordens II. Klasse mit Eichenlaub und Schwertern am Ringe wurde Hacke am 10. Februar 1870 mit Pension zur Disposition gestellt.
Bei der Mobilmachung anlässlich des Krieges gegen Frankreich wurde Hacke am 18. Juli 1870 reaktiviert und zunächst als Kommandeur der stellvertretenden 38. Infanterie-Brigade eingesetzt. Er erhielt am 10. Dezember 1870 das Kommando über die 2. Garde-Landwehr-Brigade und wurde am 25. März 1871 unter Verleihung des Charakters als Generalleutnant in das inaktive Dienstverhältnis zurückversetzt. Kurzzeitig diente er noch vom 16. Mai bis zum 19. Juni 1871 als Kommandeur der stellvertretenden 13. Infanterie-Brigade und anschließend der stellvertretenden 37. Infanterie-Brigade. Am 28. Dezember 1872 wurde er unter Verleihung des Sterns zum Roten Adlerorden II. Klasse mit Eichenlaub und Schwertern am Ringe von diesem Kommando entbunden. Er starb unverheiratet am 26. März 1887 in Hannover.
In seinem Antrag zur Verleihung des Ordens Pour le Mérite schrieb General Julius von Roeder über von Hacke: „War als Führer des 1. Echelons der Kolonne A einer der ersten auf dem Lande beim Übergang nach Alsen, erstieg als einer der ersten den steilen, etwa 15 Fuß hohen Abhang und den Schützengraben und pflanzte die preußische Fahne auf. Er führte während der ganzen Schlacht sein Regiment mit der größten Ruhe und Umsicht, sich in dem allerheftigsten Gewehrfeuer exponierend wie der jüngste Offizier. Seine Tapferkeit und Tätigkeit hat wesentlich zum Erfolge des Tages beigetragen.“